# Antracnosis

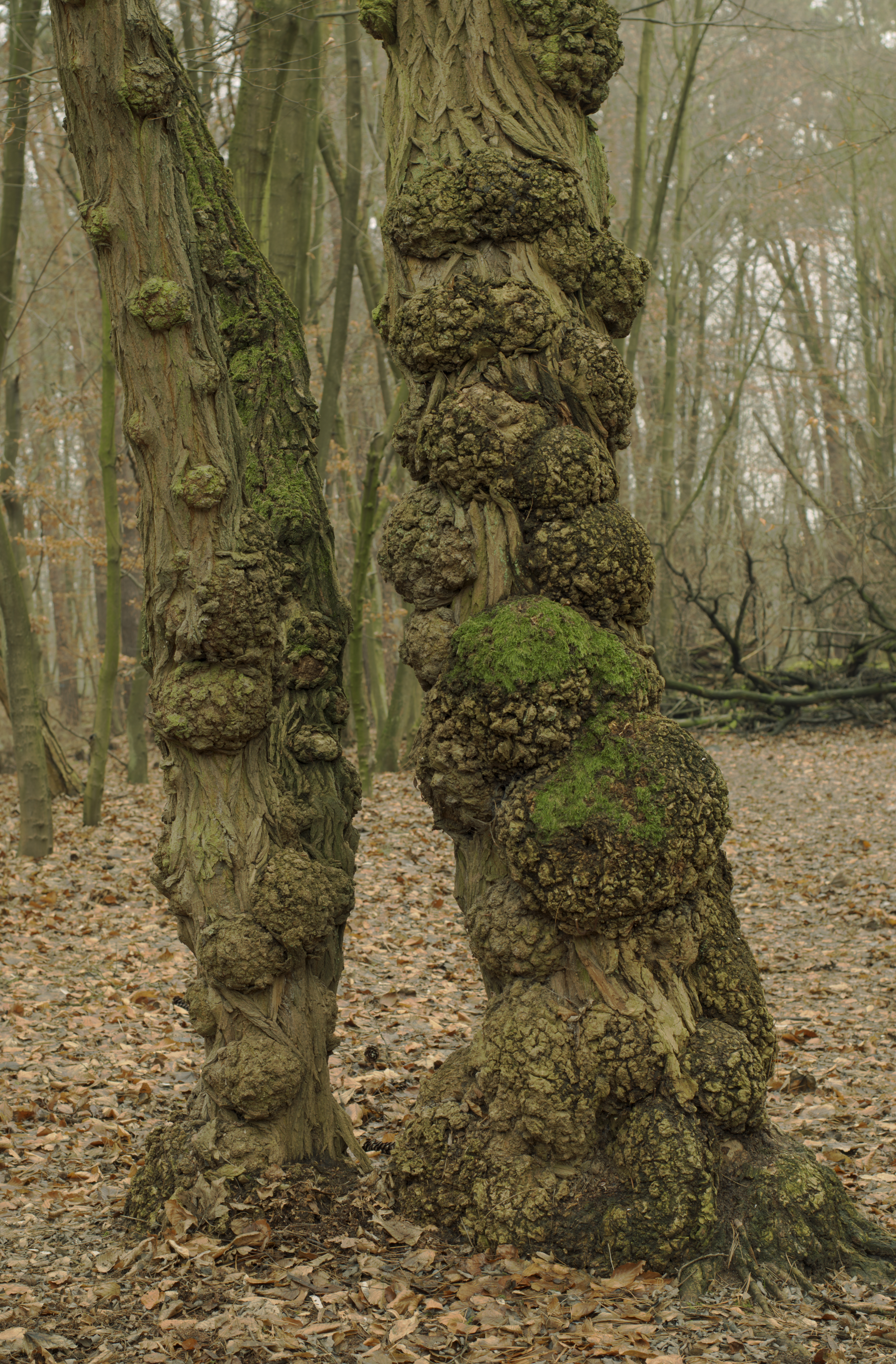
Cancro (antracnosis) en dos chopos.

La antracnosis o cancro (a veces referida por el galicismo chancro) es un síntoma de enfermedad de las plantas de zonas calurosas y húmedas, causada por un hongo que puede ser generalmente de los géneros Colletotrichum, Gloeosporium, o la especie Coniothyrium fuckelii. La antracnosis de la especie cornejo florido es causada por el hongo Discula destructiva, siendo más frecuente en los climas fríos de los Estados Unidos. Esta variante de la enfermedad ha provocado graves pérdidas en las poblaciones naturales de Cornus en las regiones montañosas.

## Síntomas
Entre los síntomas se encuentran unas manchas hundidas con apariencia mojada de diversos colores en las hojas y necrosis en los nervios de estas, tallos, frutos o flores, que muchas veces
derivan en el marchitamiento y muerte de los tejidos. Puede llegar a infectar varias plantas desde árboles hasta hierbas
A veces los chancros se manifiestan en los cortes realizados para injertar tallos o en las heridas producto de operaciones de poda.

## Control
Es controlada mediante la destrucción de los tejidos vegetales afectados, aplicando fungicidas y combatiendo a los insectos y parásitos que diseminan el hongo de la antracnosis de una planta a otra. Como remedio natural se pueden aplicar purín de ortiga o de cola de caballo, o fungicidas caseros hechos a base de ajo, bicarbonato o leche. Es muy importante iniciar el tratamiento lo antes posible para poder controlar la enfermedad. Como prevención es recomendable usar semillas que aún no tienen el padecimiento o que son resistentes a estos hongos.

## Antracnosis en la vid
La antracnosis en la vid produce manchas negras y, al final, ocasiona la muerte de la planta. Contra la antracnosis de la vid se utiliza ácido sulfúrico diluido.